# Contact: Live in Munich
Contact: Live in Munich is het vierde livealbum van de Canadese muziekgroep Saga.

## Geschiedenis
Het album werd opgenomen ter gelegenheid van het afscheid van Michael Sadler, zanger en medeoprichter van de band. Sadler had al een tweetal soloalbums uitgebracht maar kon zich niet van Saga losmaken. In 2007 probeerde hij wederom los te komen. De registratie van het concert in de Muffathalle on München laat ook meteen het manco van Saga horen. Het publiek blijft maar vragen om composities van hun vroege albums, men hoort liever niet te veel nieuw repertoire. Het album kwam in twee versies uit: compact discs en dvd.

## Musici
- Michael Sadler – zang
- Jim Gilmour – keyboards
- Jim Crichton – basgitaar
- Ian Crichton – gitaar
- Chris Sutherland – slagwerk

## Composities

### Cd 1
1. The Interview
2. That's as Far as I'll Go
3. You're Not Alone
4. I'm OK
5. Can't You See Me Now
6. Book of Lies
7. The Perfectionist
8. Drum Solo
9. The Flyer
10. Mind over Matter
11. The Security of Illusion
12. Time's Up
13. Piano Solo
14. Scratching the Surface

### Cd 2
1. We've Been Here Before
2. On the Air
3. On the Loose
4. Careful Where You Step
5. 10,000 Days
6. Wind Him Up
7. Humble Stance
8. Don't Be Late
9. What's It Gonna Be?